# Ром, Гиора
Гиора Ром (ивр. גיורא רום‎; 29 апреля 1945, Тель-Авив — 11 августа 2023) — израильский лётчик-ас, генерал-майор Армии обороны Израиля, первый реактивный ас ВВС Израиля. Заместитель командира ВВС, военный атташе Израиля в США, директор Управления гражданской авиации Израиля. Участник Шестидневной войны (1967), Войны на истощение (1969—1970) и Войны Судного дня (1973). В 1969 году был сбит и провёл несколько месяцев в египетском плену, где подвергался пыткам. Автор книги «Тюльпан-4» (ивр. צבעוני ארבע‎) (2008), за которую получил премию имени Ицхака Саде.

## Биография
Гиора Ром родился 29 апреля 1945 года в Тель-Авиве. В 1962 году вступил в Армию обороны Израиля и окончил 43-й курс лётной подготовки ВВС. Начинал службу на самолётах Dassault Ouragan и Mystère, затем пересел на Dassault Mirage III в составе 119-й эскадрильи «Летучая мышь» на авиабазе Тель-Ноф. Окончил Университет Бар-Илан по специальности «экономика и политология», а также получил степень MBA в UCLA.
Был женат на Мириам, имел дочь и двух сыновей. Скончался 11 августа 2023 года в возрасте 78 лет от рака.

## Военная карьера

### Шестидневная война (1967)
Во время Шестидневной войны 22-летний Ром за три дня стал первым реактивным асом ВВС Израиля, сбив пять вражеских самолётов. 5 июня 1967 года, в ходе операции «Фокус», он был одним из немногих пилотов, оставленных на авиабазе Тель-Ноф для перехвата. Когда израильские Mystère атаковали египетскую авиабазу Абу-Сувейр, Ром и его напарник Эйтан Карми были подняты на перехват МиГ-21. В завязавшемся бою каждый из них сбил по два самолёта. Позже в тот же день Ром участвовал в атаке на сирийскую авиабазу T-4, где сбил ещё один МиГ-21.
6 июня его самолёт был повреждён зенитным огнём над Голанскими высотами, но Ром сумел посадить машину на авиабазе Рамат-Давид. 7 июня он сбил два египетских МиГ-17 и стал первым израильским асом, все победы которого были одержаны в составе ВВС Израиля (ранее израильские лётчики становились асами, летая в составе союзных ВВС во Вторую мировую войну).

### Война на истощение и плен (1969)
В сентябре 1969 года Ром был сбит во время Войны на истощение. 11 сентября, после израильского рейда «Равив», египтяне нанесли ответный авиаудар. Ром, перехватывая МиГ-21, был атакован другим МиГом (пилотируемым майором Фавзи Саламой) и сбит. При катапультировании он получил тяжёлые травмы и был захвачен в плен. В тюрьме Аббасия (близ Каира) его подвергали пыткам и избиениям. 5 декабря 1969 года он был освобождён в рамках обмена пленными. После четырёх месяцев госпитализации вернулся к лётной службе.

### Война Судного дня (1973)
5 октября 1973 года Ром принял командование 115-й эскадрильей (A-4 Skyhawk), хотя ранее не летал на этом типе самолётов. На следующий день началась Война Судного дня, и его первый вылет был боевым — атака египетских войск, переправлявшихся через Суэцкий канал. В ходе войны эскадрилья выполнила 750 вылетов, потеряв 7 самолётов.

### Дальнейшая служба
- В 1985 году участвовал в операции «Деревянная нога» (рейд на штаб ООП в Тунисе).
- В 1987—1991 годах — заместитель командующего ВВС Израиля.
- В 1991—1995 годах — военный атташе в США.
- В 1996 году вышел в отставку в звании генерал-майора (алуф).

## Гражданская карьера
- 1996—2001 — директор Министерства национальной инфраструктуры.
- 2001—2008 — генеральный директор Еврейского агентства.
- 2008—2014 — глава Управления гражданской авиации Израиля[6].

Также занимался исследовательской работой в Институте национальной безопасности и возглавлял центр «Меццилах» (изучение сионизма и либеральной мысли).

## Книги и награды
В 2008 году опубликовал книгу «Тюльпан-4» (ивр. צבעוני ארבע‎, в США была издана как «Solitary»), посвящённую своему опыту плена. В 2009 году удостоен премии имени Ицхака Саде за военную литературу.